# Slakovke
Slakovke (lat. Convolvulaceae), biljna porodica u redu gorkosladolike kojoj pripada 1935 vrsta unutare 50 rodova jednogodišnjeg raslinja, trajnica penjačica i jastučastih trajnica. U Hrvatskoj je porodica zastupljena vrstama iz rodova Calystegia (ladolež), Convolvulus (slak, hladolež), Cressa (smolanka), Dichondra (dihondra) i Ipomoea (ipomeja, dobro jutro, raskošni vjetar)

## Opis
Druga velika porodica u redu Solanales je Convolvulaceae, porodica ladoleža i slaka, s više od 1600 vrsta u 57 rodova. To su loze, zeleno bilje ili mala stabla, nekoliko bodljikavih i nekoliko vodenih vrsta. Neki imaju gomoljasto korijenje ili rizome, a mnogi imaju lateks. Listovi su naizmjenični, većinom bez prilistaka i često s ekstracvjetnim nektarijima. Cvjetni grozdovi obično imaju brakteje i brakteole. Cvjetovi općenito sadrže oba spola, s cvjetnim dijelovima po pet. Plodnica se uglavnom sastoji od dva do pet sraslih karpela, s jednim ili dva ovula u svakom mjestu, a plod je bobica, orah ili čahura. Vrste se nalaze u tropskim ili toplo-umjerenim regijama, s najvećim generičkim bogatstvom u tropima. Vrste koje su najpoznatije u Sjevernoj Americi i Europi su uvijajuće penjačice. Najveći rodovi — Ipomoea (“morning glory”, s nekih 500 vrsta), Convolvulus (slak, sa 100 vrsta) i Evolvulus (100 vrsta) — uključuju lozu, zeljasto bilje, drveće i nekoliko vodenih biljaka. Veliki parazitski rod Cuscuta (vilina kosa, 145 vrsta), koji je prije pripadao vlastitoj porodici Cuscutaceae, sada je gotovo kozmopolitski nakon što je njegov raspon proširen uvođenjem sjemena drugih biljaka.
Ipomoea batatas (slatki krumpir) je južnoameričkog porijekla i pojavio se u Starom svijetu ubrzo nakon kontakta s Europom. Batat je nabrekli korijen loze koji se vuku po tlu. Popularno povrće, posebno u južnom dijelu Sjedinjenih Država, glavno je povrće u Japanu, Kini i na otocima južnog Pacifika. Na mnogim mjestima konkurira ili nadmašuje rižu kao glavni prehrambeni proizvod. U Sjedinjenim Državama, rase s narančastim do crvenim vlažnim i slatkim mesom pogrešno su poznate kao jam, izraz koji se ispravno odnosi na gomolje ili rizome jednosupnog roda Dioscorea. Druge rase imaju brašnasto žuto meso, a treće su važne za stočnu hranu, pri čemu se iskorištavaju svi dijelovi biljke. Riječ američkih Indijanaca za slatki krumpir bila je batatas.
Convolvulaceae uključuje mnoge ukrasne loze Ipomoea, Convolvulus i Merremia (“drvena ruža”). Neke meksičke vrste Ipomoea daju smole, a neke vrste Convolvulus daju ulje ružinog drveta. Nekoliko članova Convolvulaceae, posebno Rivea corymbosa i I. violacea, korišteni su u Meksiku kao halucinogeni; proizvode ergolinske alkaloide po strukturi vrlo slične LSD-u. Osušeni gomolji meksičke vrste I. purga daju jalap, jak lijek za povraćanje (purgativ).
Vrste Cuscuta (vitilica) su paraziti bez lišća koji šalju žute ili narančaste stabljike da se uvijaju oko drugih biljaka i crpe hranu iz njih kroz specijalizirane strukture nalik korijenu zvane haustorijumi; oni su široko rasprostranjeni paraziti koji uzrokuju ekonomske gubitke u usjevima i voćnjacima.

## Tribusi i rodovi
- Familia Convolvulaceae Juss. (1941 spp.)

1. Subfamilia Humbertioideae Roberty
  1. Humbertia Comm. ex Lam. (1 sp.)
2. Subfamilia Convolvuloideae Burnett
  1. Tribus Cardiochlamydeae Stefanovic & D. F. Austin
    1. Cordisepalum Verdc. (2 spp.)
    2. Cardiochlamys Oliv. (2 spp.)
    3. Dinetus Buch.-Ham. ex D. Don (8 spp.)
    4. Porana Burm.fil. (1 spp.)
    5. Duperreya Gaudich. (3 spp.)
    6. Poranopsis Roberty (3 spp.)
    7. Tridynamia Gagnep. (4 spp.)

  2. Tribus Erycibeae Hogg
    1. Erycibe Roxb. (72 spp.)

  3. Tribus Dichondreae Choisy ex G. Don
    1. Dichondra J.R.Forst. & G.Forst. (15 spp.)
    2. Falkia L.fil. (3 spp.)
    3. Nephrophyllum A. Rich. (1 sp.)
    4. Metaporana N. E. Br. (6 spp.)
    5. Calycobolus Willd. ex Schult. (18 spp.)
    6. Dipteropeltis Hallier fil. (3 spp.)
    7. Rapona Baill. (1 sp.)

  4. Tribus Cresseae C.B.Clarke
    1. Hildebrandtia Vatke (11 spp.)
    2. Seddera Hochst. (27 spp.)
    3. Cladostigma Radlk. (3 spp.)
    4. Evolvulus L. (109 spp.)
    5. Cressa L. (5 spp.)
    6. Bonamia Thouars (70 spp.)
    7. Stylisma Raf. (6 spp.)
    8. Wilsonia R. Br. (3 spp.)
    9. Itzaea Standl. & Steyerm. (1 sp.)
    10. Neuropeltis Wall. (12 spp.)
    11. Neuropeltopsis Ooststr. (1 sp.)
    12. Keraunea Cheek & Sim.-Bianch. (5 spp.)

  5. Tribus Maripeae Webb & Berthel.
    1. Dicranostyles Benth. (16 spp.)
    2. Maripa Aubl. (20 spp.)
    3. Lysiostyles Benth. (1 sp.)

  6. Tribus Jacquemontieae Stefanovi. & D. F. Austin
    1. Jacquemontia Choisy (107 spp.)

  7. Tribus Cuscuteae Burnett
    1. Cuscuta L. (210 spp.)

  8. Tribus Aniseieae Stefanovic & D. F. Austin
    1. Tetralocularia O´Donnell (1 sp.)
    2. Odonellia K. R. Robertson (3 spp.)
    3. Aniseia Choisy (3 spp.)

  9. Tribus Convolvuleae Dumort.
    1. Convolvulus L. (198 spp.)
    2. Calystegia R. Br. (26 spp.)
    3. Polymeria R. Br. (8 spp.)

  10. Tribus Merremieae D. F. Austin
    1. Remirema Kerr (1 sp.)
    2. Distimake Raf. (47 spp.)
    3. Camonea Raf. (5 spp.)
    4. Operculina Silva Manso (14 spp.)
    5. Hyalocystis Hallier fil. (2 spp.)
    6. Hewittia Wight & Arn. (1 spp.)
    7. Xenostegia D. F. Austin & Staples (6 spp.)
    8. Decalobanthus Ooststr. (15 spp.)
    9. Merremia Dennst. ex Endl. (40 spp.)
    10. Daustinia Buril & A. R. Simões (1 sp.)

  11. Tribus Ipomoeeae Hallier fil.
    1. Ipomoea L. (814 spp.)